# شیخیان شهاب
شیخیان شهاب، روستایی است از توابع بخش کاکی شهرستان دشتی استان بوشهر ایران.

## جمعیت
این روستا در دهستان کبگان قرار دارد و بر اساس سرشماری سال ۱۳۸۵ آمار رسمی جمعیت آن (۱۷ خانوار) ۸۲ نفر می‌باشد.